# لومنیتسه (ناحیه برنو-تسوونتری)
لومنیتسه (به چکی: Lomnice) یک منطقهٔ مسکونی در جمهوری چک است که در ناحیه برنو-تسوونتری واقع شده‌است. لومنیتسه ۱۴٫۵۳۴ کیلومتر مربع مساحت و ۱٬۳۴۲ نفر جمعیت دارد و ۳۶۸ متر بالاتر از سطح دریا واقع شده‌است.